# Apocopis vaginata
Apocopis vaginata är en gräsart som beskrevs av Eduard Hackel. Apocopis vaginata ingår i släktet Apocopis och familjen gräs. Inga underarter finns listade i Catalogue of Life.